# Ximena Duque
Ximena Duque (Cali, Kolumbia, 1985. január 30. –) kolumbiai színésznő, modell.

## Élete és pályafutása
Ximena Duque 1985. január 30-án született Caliban.
2003-ban a Teleregény szereplő kerestetik című valóságshow 2. évadában tűnt fel, ahol olyan társai voltak, mint Elizabeth Gutiérrez, William Levy, Erick Elías és Michelle Vargas. A valóságshow-ban ismerte meg Christian Carabíast. 2004. május 16-án született meg a kisfiuk, Christián Carabías jr. Első szerepét a Hazugságok hálójában című teleregényben játszotta.
2010-ben az Alguien te mira-ban, 2011-ben a Zárt ajtók mögöttben kapott szerepet a Telemundónál. Mindkét sorozatban olyan nőt alakított, aki a nővére férjébe szerelmes. 2012-ben a Több, mint testőr című teleregényben Samantha Sandoval Navarro szerepét játszotta, amiért Premios tu Mundo-díjat kapott Fabián Ríos színésszel a legjobb páros és a legjobb csók kategóriában. Jelenlegi férje Jay Adkins, akivel van két közös kislányuk Luna Adkins Duque és Skye Adkins Duque.

## Filmográfia
| Év        | Eredeti Cím          | Cím                       | Szerep                                                                           | Magyar hang   |
| --------- | -------------------- | ------------------------- | -------------------------------------------------------------------------------- | ------------- |
| 2005      | Soñar no cuesta nada | Hazugságok hálójában      | Jenny                                                                            |               |
| 2005–2007 | Decisiones           |                           |                                                                                  |               |
| 2007–2008 | Pecados Ajenos       | Bűnös szerelem            | María Aguílar                                                                    | Vadász Bea    |
| 2008      | Valeria              |                           | Ana Lucía Hidalgo                                                                |               |
| 2008–2009 | El Rostro de Analía  | A bosszú álarca           | Camila Josefina Moncada                                                          | Vadász Bea    |
| 2009      | Los Victorinos       |                           | Diana Gallardo                                                                   |               |
| 2009      | Bella Calamidades    | Lola (televíziós sorozat) | Angelina                                                                         |               |
| 2010      | Sacrificio de mujer  |                           | María Gracia                                                                     |               |
| 2010–2011 | Alguien te mira      |                           | Camila Wood                                                                      |               |
| 2011      | La Casa de al Lado   | Zárt ajtók mögött         | Carola Conde Spencer                                                             | Szabó Zselyke |
| 2012      | Corazón valiente     | Több mint testőr          | Samantha 'Sammy' Sandoval Navarro / Samantha 'Sammy' Valdez Navarro del Castillo | Szabó Zselyke |
| 2013–2014 | Santa Diabla         | A gonosz álarca           | Inés Robledo                                                                     | Czető Zsanett |
| 2014      | Villa Paraíso        |                           | Cristina Vidal                                                                   |               |
| 2015      | Dueños del Paraíso   |                           | Érica San Miguel                                                                 |               |
| 2015–2016 | ¿Quién es quién?     | Éld az életem!            | Clarita / Blanca Altamira                                                        | Czető Zsanett |
| 2017      | La fan               |                           | Adriana Zubizarreta / Samantha 'Sammy' Navarro                                   | Solecki Janka |

## Díjak és jelölések
| Év   | Díj              | Kategória                        | Cím               | Eredmény |
| ---- | ---------------- | -------------------------------- | ----------------- | -------- |
| 2012 | Premios Tu Mundo | Legjobb páros (Fabián Ríosszal)  | Több mint testőr  | Elnyerte |
| 2012 | Premios Tu Mundo | Legjobb csók (Fabián Ríosszal)   | Több mint testőr  | Elnyerte |
| 2012 | Premios Tu Mundo | Legjobb csók (David Chocarróval) | Zárt ajtók mögött | Jelölve  |
| 2013 | Premios Tu Mundo | #MásSocial (Fabián Ríosszal)     | Önmaga            | Jelölve  |
| 2014 | Premios Tu Mundo | Legjobb női gonosz               | A gonosz álarca   | Elnyerte |

## Fordítás
- Ez a szócikk részben vagy egészben  a   Ximena Duque című spanyol Wikipédia-szócikk fordításán alapul.  Az eredeti cikk szerkesztőit annak laptörténete sorolja fel. Ez a jelzés csupán a megfogalmazás eredetét és a szerzői jogokat jelzi, nem szolgál a cikkben szereplő információk forrásmegjelöléseként.